# Ґабрієль Міро
Ґабрієль Міро (ісп. Gabriel Miró; 28 липня 1879, Аліканте — 27 травня 1930, Мадрид, Іспанія) — іспанський письменник. Входив до групи «Покоління 98 року».

## Життєпис
Вивчав право в університетах Валенсії і Гранади. Літературна популярність почалася з роману «Las cerezas del cementerio» (1910), сюжет якого побудований на історії про трагічне кохання юнака Фелікса Вальдівіа до літньої жінки Беатріс.
У 1915 році опублікував роман «El abuelo del rey» — історія трьох поколінь з невеликого левантійського міста, в якій описується зіткнення традицій і прогресу.
Через рік була опублікована оповідання «Страсті Христові» (1916–1917) про останні дні Христа. У 1917 році написав автобіографічну «Книгу Сігуенси», герой якої Сігуенса — літературний alter ego письменника. «Сплячий дим» (1919) і «Роки і ліги» (1928) написані у формі есе.
Дія роману «Прокажений єпископ» (1926) відбувається в місті Oleza (образ міста Оріуела) в останній третині XIX століття.

## Публікації українською мовою
- Новела «Золота дівка». Микола М. Палій. Палкою кров'ю (збірка новел). — Буенос-Айрес: Видавництво Юліяна Середяка, 1978. — 120 с.

## Визнання
Іменем письменника названо площу в Аліканте. Його романи стали основою телевізійних серіалів.